# Quercus lusitanica
Quercus lusitanica is een bladverliezende soort eik die voorkomt in Spanje, Portugal en Marokko.
De Spaanse naam is roble de tintoreros. In het Engels wordt ze vaak Gall Oak genoemd. De gallen zijn afkomstig van de eikengalwesp Cynips gallae

## Gebruik
Quercus lusitanica bevat veel tannine. De gallen worden gebruikt bij de bereiding van inkt en zwarte kleurstof.

## Onderzoek
Volgens een onderzoek door Muliawan SY, Kit LS, Devi S, Hashim O en Yusof R kan een extract van de zaden effect hebben op de voortplanting van het denguevirus.